# Zorita (groupe)
Zorita est un groupe néerlandais formé en 2009. Leur musique peut se classifier comme folk avec des influences de la pop et de musiques du monde.
Le groupe a publié son premier album Amor Y Muerte en mai 2012. Ils ont joué à Lowlands, Oerol et Zwarte Cross. En juin 2013 ils ont participé à l'émission de télévision Hollandaise Vrije Geluiden de la VPRO. 
Pendant leur tournée au Royaume-Uni en août 2014 ils ont joué au festival Boomtown Fair,. Ce concert a été enregistré et fait partie du documentaire Until We Die,. Le documentaire a été diffusé en avril 2015, lors de la sortir de leur EP Until We Die.

## Membres
- Carlos Zorita Diaz – Chant, tres, charango, guitare
- Jarno van Es – Claviers, accordeon
- Joost Abbel – Guitare, banjo, pedal steel
- Robert Koomen – Guitare basse, chant
- René van Haren – Trombone
- Thomas Geerts – Trompette, bugle
- Abel de Vries – Batterie, percussions

## Discographie
- Aphrodite (2017)
- Until We Die (2015)
- Amor Y Muerte (2012)[7],[8],[9]